# Památník holokaustu Romů a Sintů na Moravě
 Památník holokaustu Romů a Sintů na Moravě se nachází v Hodoníně u Kunštátu, na místě koncentračního tábora Hodonínek. První pomník byl vztyčen v podobě kříže autora Eduard Oláha v roce 1997 na nedalekém pohřebišti Žalov, kde nahradil prostý dřevěný kříž. V roce 2009 byl odkoupen někdejší rekreační areál státem a po výstavbě památníku byla expozice a pietní místo otevřeno veřejnosti v roce 2018.

## Průběh výstavby

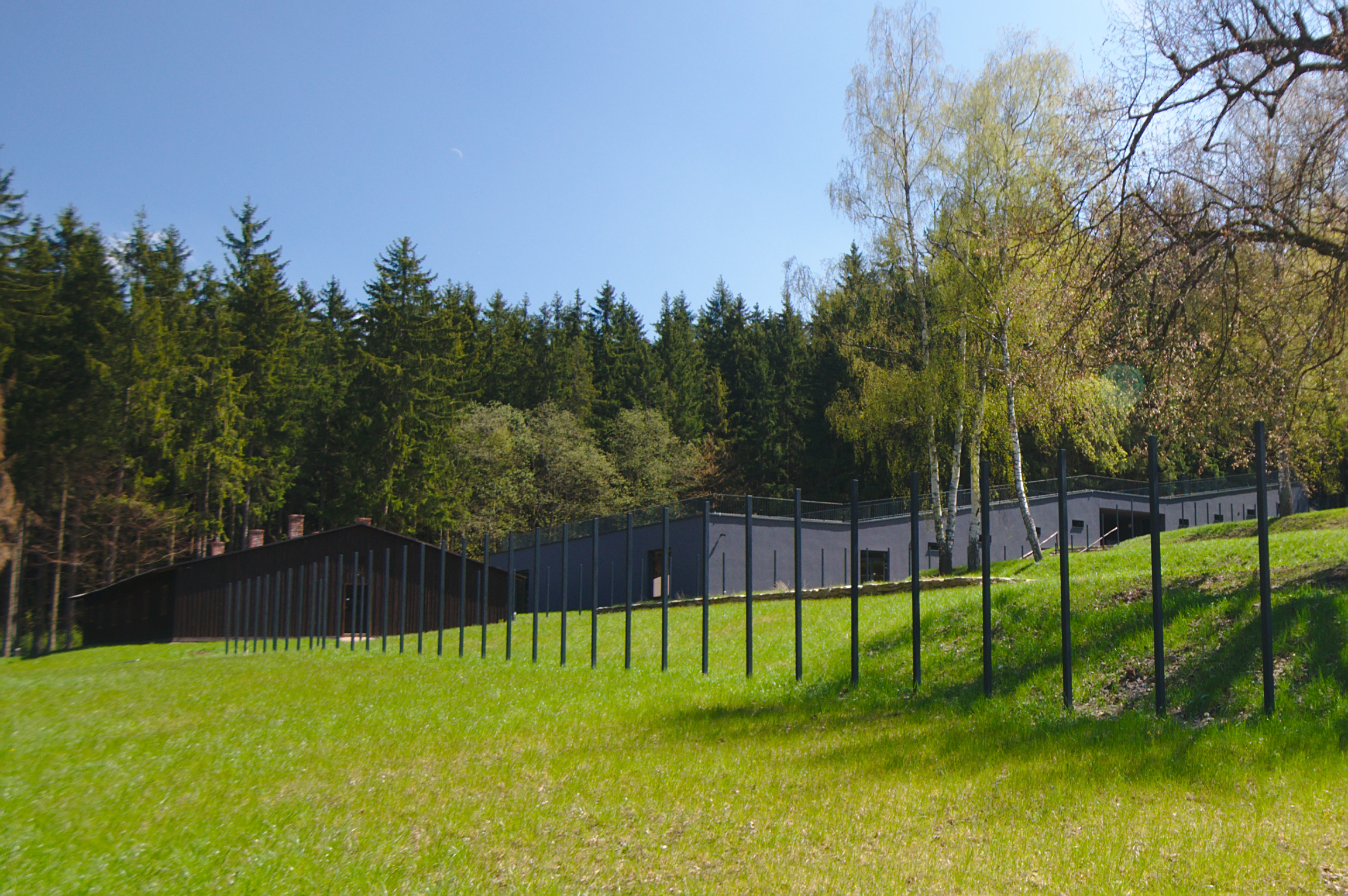
Vlevo v je někdejší budova dozorců a vpravo nově vystavěný památník krátce po jeho výstavbě. V popředí na trávníku figurují symbolické sloupky plotu na místě někdejší hranice tábora. Na pozadí tehdy ještě stojí hluboký smrkový porost, od roku 2023 je areál na holině.

V roce 2009 z pověření vlády MŠMT odkupuje Rekreační areál Žalov za 20 mil. Kč. Následně v roce 2011 proběhl archeologický průzkum, demolice dostaveb (rekreační chatky, bazén) a rekonstrukce posledního zachovalého vězeňského baráku
V roce 2012 projekt přebralo Národní pedagogické muzeum a knihovna J. A. Komenského a následující roce 2013 proběhla studentská architektonická soutěž o ideový návrh, které se účastní ve který vítězí Richard Pozdníček (ČVUT), na kterou navázala v roce 2014 projektová příprava a povolení stavby.
V letech 2015-2016 byla realizována přestavba areálu za 78 mil. Kč. Následně v roce 2017 proběhla výstavba expozice a v roce 2018 byl památník převeden na současného provozovatele Muzeum romské kultury a v sezóně otevřen veřejnosti.